# Hymenophyllum ectocarpon
Hymenophyllum ectocarpon là một loài dương xỉ trong họ Hymenophyllaceae. Loài này được Fée mô tả khoa học đầu tiên năm 1866.